# NGC 2596
NGC 2596 (другие обозначения — UGC 4419, MCG 3-22-13, ZWG 89.30, IRAS08245+1726, PGC 23714) — спиральная галактика (Sb) в созвездии Рак.
Этот объект входит в число перечисленных в оригинальной редакции «Нового общего каталога».
В галактике вспыхнула сверхновая SN 2003bp типа Ib, её пиковая видимая звездная величина составила 17,8.